# Yukshin Gardan Sar
El Yukshin Gardan Sar (en urdu: یکشن گردن سر) es una montaña de 7530 m de altura, en la subcordillera Hispar Muztagh, del Karakórum, en la región autónoma de Gilgit-Baltistán, Pakistán.

## Ubicación
El Yukshin Gardan Sar se encuentra en la sección noreste de la Hispar Muztagh. A 2.5 km de su cumbre se encuentra el Yutmaru Sar, de 7330 m de altura, y que está separado del Yukshin Gardan Sar por un collado a 6650 m de altura. A 7.5 km al sureste, le siguen el Kanjut Sar, la montaña próxima más alta al Yukshin Gardan Sar. Sin embargo, tomando como criterio su prominencia, la montaña es subsidiaria del Kunyang Chhish, que se localiza a 16 kilómetros al suroeste.
La alargada cresta Norte del Yukshin Gardan Sar termina en el valle de Shimshal. Al oriente de la cresta fluye el glaciar Yukshin-Gardan, y al oeste de la arista, el glaciar Yazghil fluye hacia el valle de Shimshal. Este glaciar tiene su zona de alimentación en una meseta entre el Pumari Chhish y el Yukshin Gardan Sar. La parte superior del glaciar fluye de la cara Sur de la cumbre piramidal y hacia el sur de la arista Suroeste, antes de girar hacia el norte y alejarse de la arista ya deshielado, en dirección al valle de Shimshal.

## Historial de ascensiones
La primera ascensión exitosa en la montaña fue en 1984 por una expedición austriaco-pakistaní, que alcanzó la montaña por la vía del valle de Shimshal, y establecieron su campamento base en el glaciar Yazgil. Compitieron con una expedición nipo-pakistaní, que también intentaban su primer ascensión desde el mismo campamento base. Los austriacos instalaron cinco campamentos a lo largo del glaciar Yazgil. Después de algunos contratiempos ocasionados por el mal clima, tuvieron éxito en su tercer intento. Los escaladores Willi Bauer, Walter Bergmayr, Willi Brandecker y Reinhard Streif hicieron cumbre el 26 de junio. Sin embargo, los japoneses intentaron durante un mes en vano conquistar la arista Norte de la montaña, pero finalmente abandonaron su plan y llegaron a la cumbre el 23 de julio. Los escaladores japoneses Tetsuei Hanzawa, Akio Hayakawa, Fumihide Saito, Akira Suzuki y el pakistaní, mayor Sher Khan, subieron en estilo alpino, y en la cumbre encontraron las banderas del equipo austriaco-pakistaní. El mayor Sher Khan había escalado en 1982 con Reinhold Messner y Nazir Sabir el Gasherbrum II, y unos días más tarde el Broad Peak, dos de los ochomiles del Karakórum.
La tercera ascensión a la montaña fue en 1986 por un equipo español formado por los escaladores Alejandro Arranz, Iñaki Aldaya, Alfredo Zabalza, y Tomás Miguel. Usaron la misma ruta que el equipo austriaco-pakistaní. De acuerdo al Himalayan Index, no ha habido otras ascensiones ni intentos por hacer cumbre desde ese entonces.